# Barbara Scofield
Barbara Scofield (* 24. Juni 1926 in San Francisco; † 31. Januar 2023) war eine US-amerikanische Tennisspielerin.

## Karriere
Barbara Scofield lernte das Tennisspielen, als sie im Golden Gate Park Tennisstunden nahm.
Mit dem Argentinier Enrique Morea gewann Scofield 1950 den Titel im Mixed bei den Internationalen Französischen Meisterschaften, die später in French Open umbenannt wurden. Im Folgejahr erreichte sie mit Beryl Bartlett das Finale im Doppel, das sie gegen Shirley Fry und Doris Hart verloren.
Scofields bestes Einzelergebnis bei den Wimbledon Championships war das Erreichen des Viertelfinales im Jahr 1950, das sie gegen Doris Hart verlor. Im Doppel konnte sie zweimal das Halbfinale spielen. Im Jahr 1948 verlor sie mit Helen Rihbany gegen Louise Brough und Margaret Osborne duPont, 1951 mit Betty Rosenquest gegen Shirley Fry und Doris Hart.
Scofield wurde 2013 in die Hall of Fame der United States Tennis Association aufgenommen.

## Persönliches
Scofield heiratete 1951 Gordon Davidson in Marokko, mit dem sie drei Kinder und sieben Enkel hatte. Sie starb 2023 im Alter von 96 Jahren.

## Finalteilnahmen bei Grand-Slam-Turnieren

### Doppel
| Nr. | Datum        | Turnier                                     | Belag | Partnerin      | Finalgegnerinnen       | Ergebnis  |
| --- | ------------ | ------------------------------------------- | ----- | -------------- | ---------------------- | --------- |
| 1.  | 4. Juni 1951 | Internationale französische Meisterschaften | Sand  | Beryl Bartlett | Shirley Fry Doris Hart | 8:10, 3:6 |

### Mixed
| Nr. | Datum        | Turnier                                     | Belag | Partner       | Finalgegner                | Ergebnis |
| --- | ------------ | ------------------------------------------- | ----- | ------------- | -------------------------- | -------- |
| 1.  | 28. Mai 1950 | Internationale französische Meisterschaften | Sand  | Enrique Morea | Patricia Todd Bill Talbert | kampflos |